# Sói núi Rocky Nam
Sói núi Rocky nam (Canis lupus youngi, Cabrera 1907) là một phân loài đã tuyệt chủng của sói xám đã từng phân bố ở đông nam Idaho, tây nam Wyoming, đông bắc Nevada, Utah, phía tây và trung tâm Colorado, tây bắc Arizona nhưng phía bắc của Grand Canyon và tây bắc New Mexico. Đó là một phân loài có kích thước trung bình, sáng màu gần giống với con sói Great Plains (C. l. Nubilus), mặc dù lớn hơn với nhiều lông màu đen ở phía sau. Phán lòi sói xám này đã bị tuyệt chủng vào năm 1940. Những con sói thuộc phân loài Canis lupus occidentalis đã được tái lập ở Idaho và Wyoming.gay